# Ronnie Coleman
Ronald Dean Coleman (n. 13 mai 1964, Monroe, Louisiana, SUA) este un culturist profesionist american, căștigător al titlului Mr. Olympia de opt ori consecutiv, între anii 1998 - 2005. Este cunoscut sub diminutivul "Ronnie Coleman". La înălțimea de 1,80m el cântărește în jur de 135 kg în formă de concurs, iar în extrasezon urcă până la aproximativ 150 kg.
Pe lângă cele opt titluri de Mr. Olympia, prin care l-a egalat pe alt american de culoare, Lee Haney (campion între anii 1984 - 1991), Coleman deține recordul pentru cele mai multe victorii în culturismul profesionist, câștigând 26 de concursuri.
Coleman a absolvit Grambling State University în 1989 cu specialitatea contabilitate. În acea perioadă el a jucat fotbal american în echipa universității. După absolvire, Coleman a lucrat ca ofițer de poliție în paralel cu activitatea de culturist profesionist.
Coleman a participat la Mr. Olympia 2006, desfășurat la 30 septembrie în Las Vegas, Nevada, cu dorința de a doborî recordul de opt victorii deținut de el și Haney, dar a terminat pe locul doi în urma lui Jay Cutler. În 2007 a încercat din nou să mai obțină un titlu, dar s-a clasat doar pe locul patru. După premiere, Ronnie a anunțat că aceasta a fost ultima lui participare la concursul Mr. Olympia.

## Fraze celebre
Ronald Dean Coleman a avut fraze celebre care au influențat puterea acestuia în timpul antrenamentului, cum ar fi: "Lightweight baby!", "Everybody wanna be a bodybuilder, but nobody wanna lift this heavy ass weight. I will do it though!", "Yeah buddy!".

## Mărimile corpului
Ronald Dean Coleman deținea anumite statistici impresionante pentru un bodybuilder de 180 cm.
Acestea erau:
- Braț: 61 cm (24")
- Piept: 147 cm (58")
- Talie: 91 cm ( 36")
- Coapsă: 91 cm (36")
- Gambă: 56 cm (22")

## Palmares
- 1990 Mr. Texas loc I
- 1991 World Amateur Championships loc I (cat. grea)
- 1995 Canada Pro Cup loc I
- 1996 Canada Pro Cup loc I
- 1997 Grand Prix Russia loc I
- 1998 Night of Champions loc I
- 1998 Toronto Pro Invitational loc I
- 1998 Mr. Olympia loc I
- 1998 Grand Prix Finland loc I
- 1998 Grand Prix Germany loc I
- 1999 Mr. Olympia loc I
- 1999 World Pro Championships loc I
- 1999 Grand Prix England loc I
- 2000 Mr. Olympia loc I
- 2000 Grand Prix England loc I
- 2000 World Pro Championships loc I
- 2001 Arnold Schwarzenegger Classic loc I
- 2001 Mr. Olympia loc I
- 2001 New Zealand Grand Prix loc I
- 2002 Mr. Olympia loc I
- 2002 Grand Prix Holland loc I
- 2003 Mr. Olympia loc I
- 2003 Grand Prix Russia loc I
- 2004 Mr. Olympia loc I
- 2004 Grand Prix England loc I
- 2004 Grand Prix Holland loc I
- 2004 Grand Prix Russia loc I
- 2005 Mr. Olympia loc I
- 2006 Mr. Olympia loc II
- 2006 Austrian Grand Prix - loc II
- 2006 Romanian Grand Prix - loc II
- 2006 Holland Grand Prix - loc II
- 2007 Mr. Olympia loc IV